# Neophoca
Neophoca és un gènere de pinnípedes que viuen als mars de la regió d'Oceania. Actualment només n'hi ha una espècie vivent, el lleó marí australià (N. cinerea), però el gènere també inclou N. palatina, una espècie del Plistocè coneguda a partir d'un crani trobat a Nova Zelanda.